# دانشگاه تگزاس در براونزویل
دانشگاه تگزاس در براونزویل (به انگلیسی: University of Texas at Brownsville) از دانشگاه‌های سیستم دانشگاه تگزاس در ایالت تگزاس در ایالات متحده آمریکا می‌باشد.طبق آمار سال ۲۰۱۳ میلادی،تعداد دانشجویان حاضر در این دانشگاه ۸۶۱۲ نفر اعلام شده است.
این دانشگاه که در شهر براونزویل قرار دارد در سال ۲۰۰۷ بیش از ۱۷۰۰۰ دانشجو ثبت نام بعمل آورد.